# Micrurus multiscutatus
Micrurus multiscutatus là một loài rắn trong họ Rắn hổ. Loài này được Rendahl & Vestergren mô tả khoa học đầu tiên năm 1940.